# Flugplatz Illertissen

i7
i11
i13
Der Sonderlandeplatz Illertissen (ICAO-Code: EDMI) liegt in Luftlinie 2,8 km nordöstlich der Stadt Illertissen im Landkreis Neu-Ulm und einen knappen Kilometer nördlich der Staatsstraße 2018 am Westufer der Kleinen Roth.
Zugelassen sind Motorsegler und Ultraleichtflugzeuge bis 4200 kg sowie Helikopter bis 5000 kg. Am Flugplatz wird auch Modellflug betrieben, nördlich der Rollbahn liegt eine Absprungzone für Fallschirmspringer, die den Flugplatz ebenfalls nutzen.